# Unterburgkirchen
Unterburgkirchen war eine Gemeinde im Landkreis Altötting. Der Hauptort war Burgkirchen am Wald.

## Geschichte

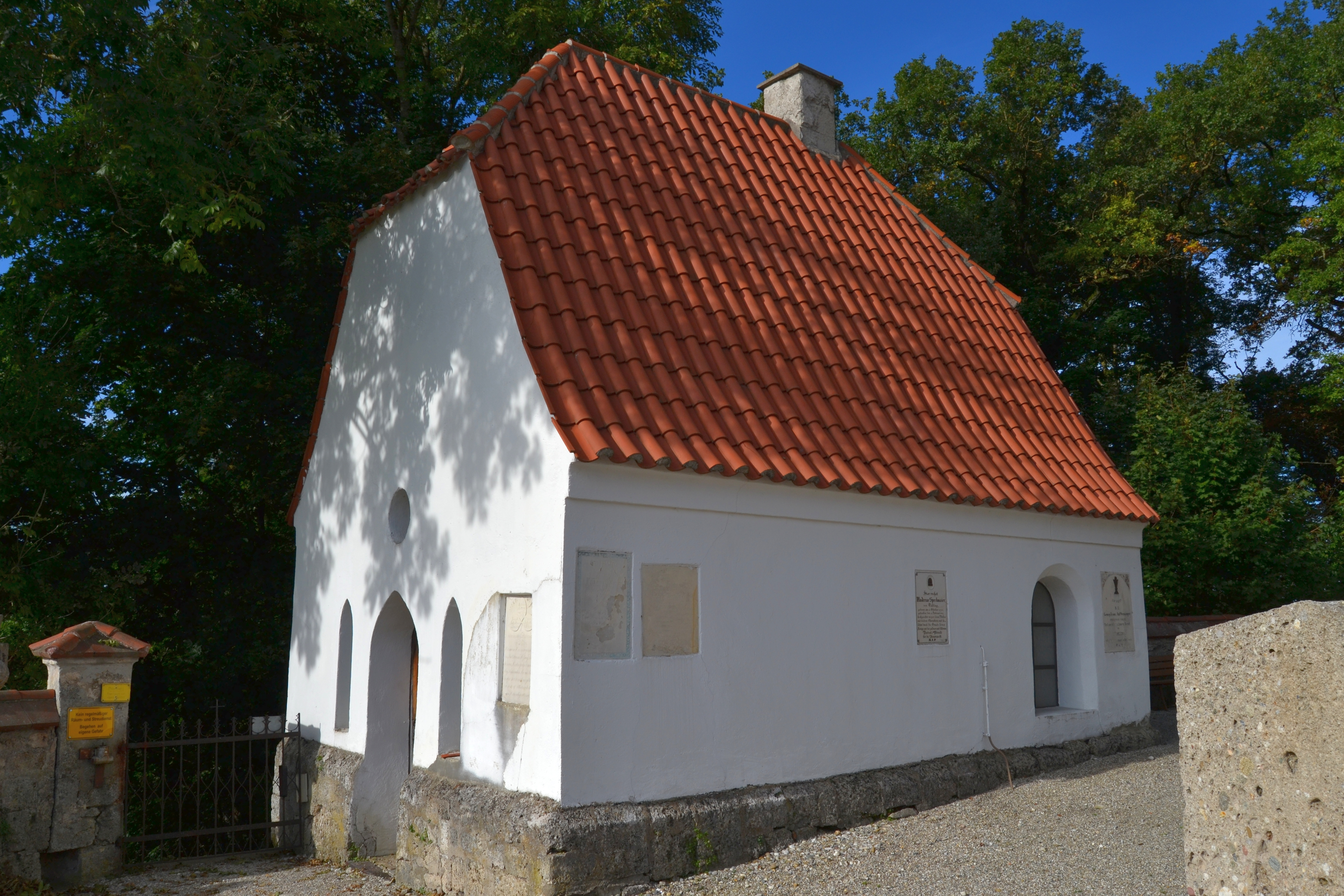
Karner

Erstmals urkundlich erwähnt wurde „Purch“ 788, den Namen Burgkirchen trägt der Ort seit 1130. Anstelle der namengebenden Burg wurde eine Kirche erbaut, und zur Zeit Herzog Arnulfs des Bösen (907–937) war Burgkirchen bereits Pfarrort. 1231 wurde die Pfarrei Burgkirchen dem Kollegiatstift Altötting zugewiesen, von dem sie bis zur Säkularisation in Bayern betreut wurde. 1810 erfolgte die Loslösung von Altötting, 1822 kam sie zum Bistum Passau. Die 1818 mit dem bayerischen Gemeindeedikt begründete Gemeinde Unterburgkirchen wurde im Zuge der Gebietsreform in Bayern zum 1. Oktober 1971 aufgelöst und in den Markt Tüßling eingegliedert.

## Wappen
In Silber ein oben gezinnter blauer Balken, aus dem ein breiter grüner Nadelbaum wächst, darunter ein rotes Salzfass.